# Cloverdale (Indiana)
Cloverdale es un pueblo ubicado en el condado de Putnam en el estado estadounidense de Indiana. En el Censo de 2010 tenía una población de 2172 habitantes y una densidad poblacional de 238,11 personas por km².

## Geografía
Cloverdale se encuentra ubicado en las coordenadas 39°31′16″N 86°47′55″O / 39.52111, -86.79861. Según la Oficina del Censo de los Estados Unidos, Cloverdale tiene una superficie total de 9.12 km², de la cual 8.96 km² corresponden a tierra firme y (1.82%) 0.17 km² es agua.

## Demografía
Según el censo de 2010, había 2172 personas residiendo en Cloverdale. La densidad de población era de 238,11 hab./km². De los 2172 habitantes, Cloverdale estaba compuesto por el 97.38% blancos, el 0.6% eran afroamericanos, el 0.32% eran amerindios, el 0.28% eran asiáticos, el 0% eran isleños del Pacífico, el 0.18% eran de otras razas y el 1.24% pertenecían a dos o más razas. Del total de la población el 0.87% eran hispanos o latinos de cualquier raza.